# Schronisko nad Jaskinią Koralową
Schronisko nad Jaskinią Koralową, Schronisko w Sokolich Górach VI, Brama nad Koralową – jaskinia typu schronisko na Wyżynie Krakowsko Częstochowskiej. Znajduje się na wzgórzu Pustelnica w rezerwacie Sokole Góry w miejscowości Olsztyn w województwie śląskim, w powiecie częstochowskim.

## Opis obiektu
Od parkingu przy rezerwacie przyrody Sokole Góry prowadzi do jaskini szlak turystyczny i ścieżka dydaktyczna. Bezpośrednio przy szlaku znajduje się ogrodzony żerdkami lej Jaskini Koralowej. Kilkanaście metrów wyżej w niewielkich skałkach znajduje się Schronisko nad Jaskinią Koralową. Jest to mały korytarzyk przebijający na wylot niedużą skałkę. Jego otwory mają średnicę ok. 2 m.
Schronisko powstało w wapieniach z okresu jury. Jest widne i suche. Po raz pierwszy opisał go Kazimierz Kowalski w 1951 r.

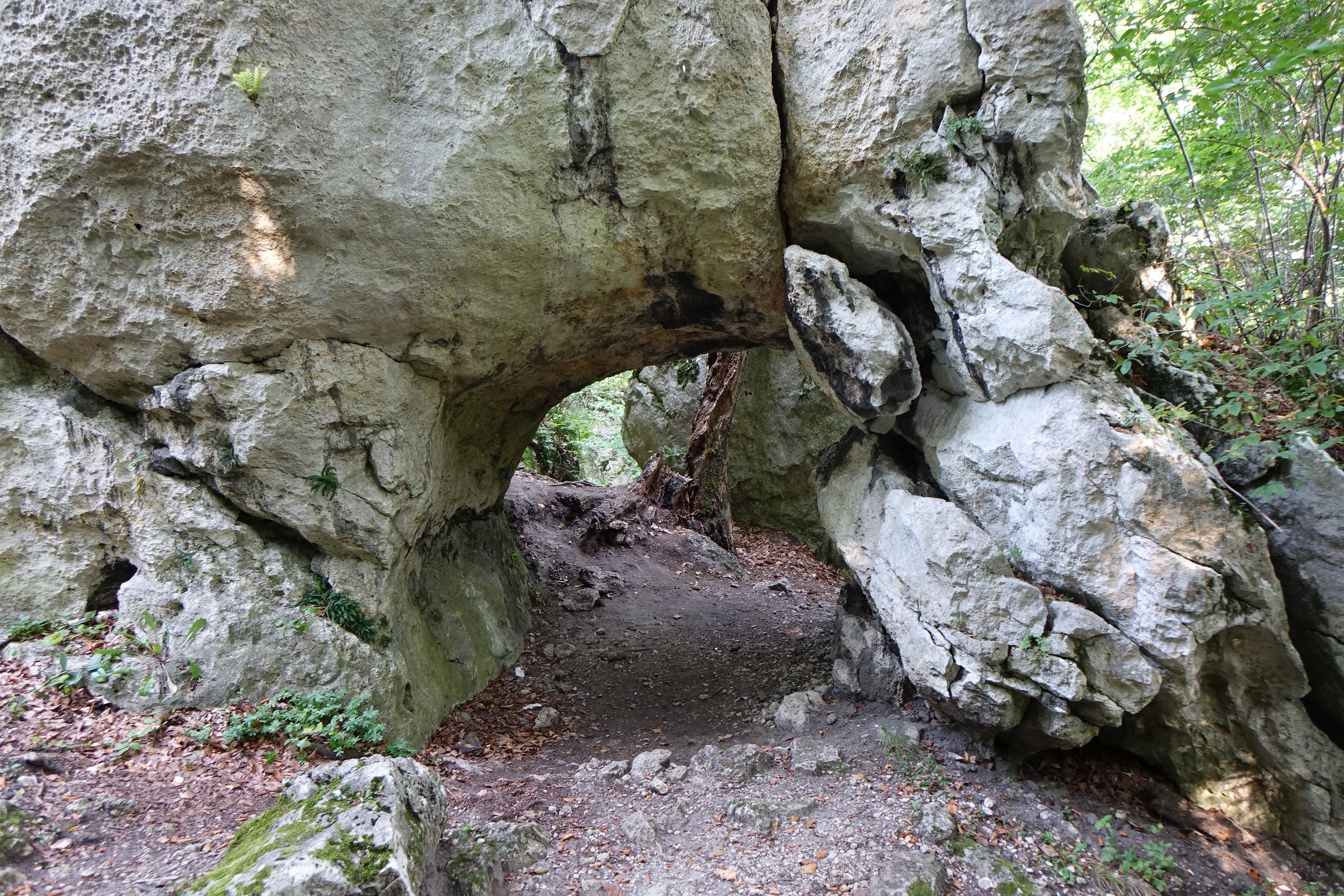
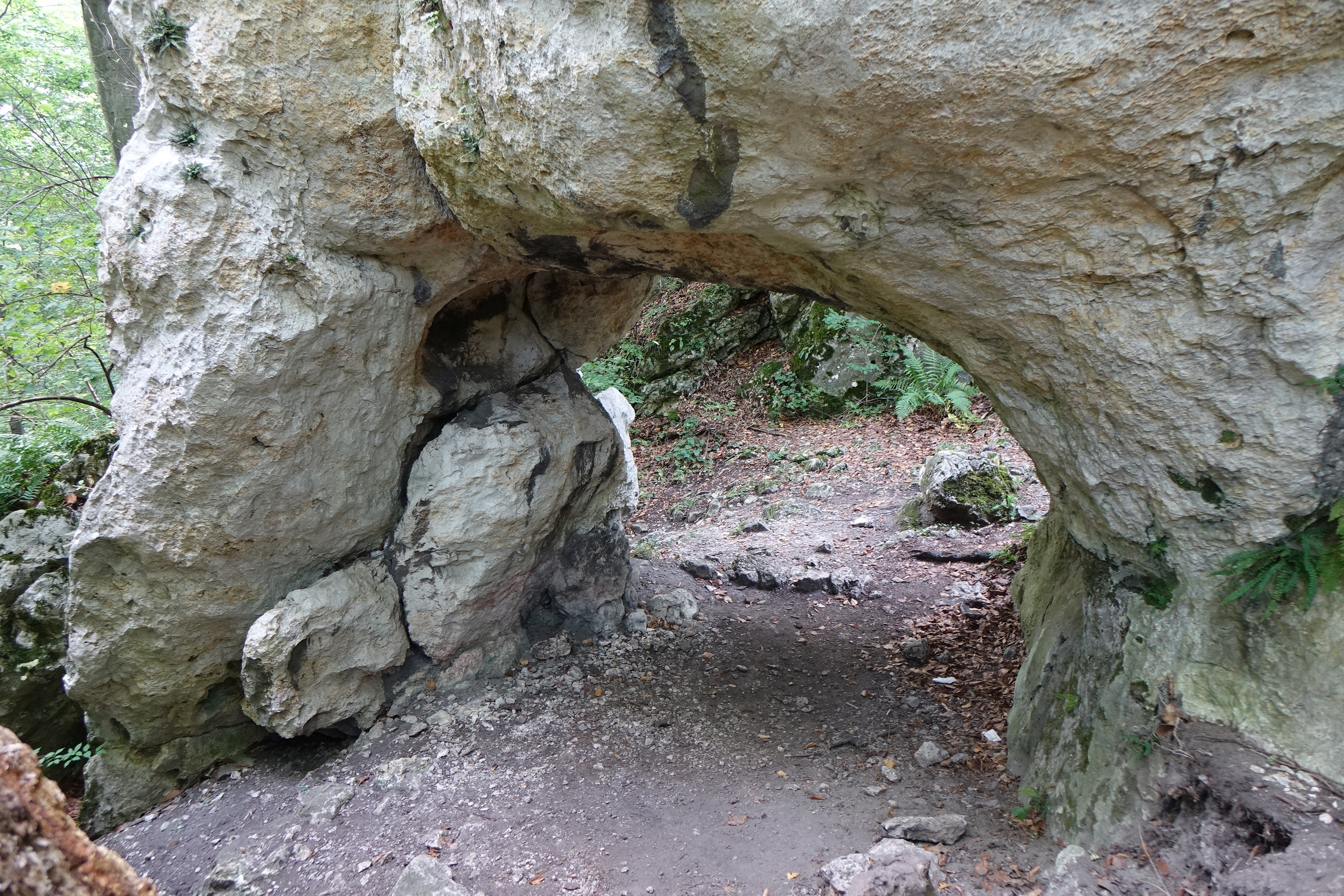